# Peter H. Hartmann
Peter H. Hartmann (* 1957) ist ein deutscher Soziologe.
Hartmann studierte von 1977 bis 1983 Soziologie, Volkswirtschaftslehre und Philosophie an der Universität Hamburg und der Indiana University in Bloomington. Er wurde 1988 in Hamburg promoviert (Theorie der Ehestabilität), war von 1991 bis 1996 Wissenschaftlicher Assistent am Forschungsinstitut für Soziologie der Universität zu Köln und habilitierte sich dort 1998.
1996/1997 war er Vertretungsprofessor für Soziologie und Empirische Sozialforschung an der Universität Siegen. Anschließend betätigte er sich als freiberuflicher Medienforscher. Von 1999 bis 2023 war Hartmann als Professor für Soziologie an der Heinrich-Heine-Universität Düsseldorf tätig.
Eines seiner Arbeitsgebiete ist die Lebensstilforschung.

## Veröffentlichungen (Auswahl)
- Wie repräsentativ sind Bevölkerungsumfragen? Ein Vergleich des ALLBUS und des Mikrozensus. In: ZUMA-Nachrichten. Band 26, 1990, S. 7–30.
- Lebensstilforschung. Darstellung, Kritik und Weiterentwicklung. Leske und Budrich, Opladen 1999, ISBN 3-8100-2514-3.
- Warum dauern Ehen nicht ewig? Eine Untersuchung zum Scheidungsrisiko und seinen Ursachen. Westdeutscher Verlag, Opladen 1989, ISBN 3-531-12122-7.
- Die Messung sozialer Ungleichheit. Centaurus-Verlagsgesellschaft, Pfaffenweiler 1985, ISBN 3-89085-055-3.